# Ольховый Поток
Ольховый Поток (укр. Вільховий Потік) — река на Украине, протекает по территории Чортковского района Тернопольской области. Правый приток реки Збруч (бассейн Днестра).
Берёт начало из источников в междуречье рек Цыганка и Збруч, впадает в Збруч в селе Нивра.
Длина реки 10 км, площадь бассейна 54 км². Используется для сельскохозяйственных и бытовых нужд.